# Campeonato Sul-Americano de Atletismo Sub-20 de 2019
O Campeonato Sul-Americano de Atletismo Sub-20 de 2019 foi a 43ª edição da competição de atletismo organizada pela CONSUDATLE para atletas com menos de vinte anos, classificados como sub-20. O evento foi realizado no Estádio Pedro Grajales, em Cali, na Colômbia, entre 14 e 16 de junho de 2019. Contou com 11 nacionalidades distribuídos em 44 eventos. 

## Medalhistas
Esses foram os resultados do campeonato. 

### Masculino
| Evento                      | Ouro                                                                             | Ouro     | Prata                                                                     | Prata    | Bronze                                                                           | Bronze   |
| --------------------------- | -------------------------------------------------------------------------------- | -------- | ------------------------------------------------------------------------- | -------- | -------------------------------------------------------------------------------- | -------- |
| 100 metros                  | Erik Cardoso · Brasil                                                            | 10.23    | Lucas da Silva · Brasil                                                   | 10.40    | Anderson Marquinez · Equador                                                     | 10.53    |
| 200 metros                  | Lucas Vilar · Brasil                                                             | 20.71    | Anderson Marquinez · Equador                                              | 21.04    | Steeven Salas · Equador                                                          | 21.44    |
| 400 metros                  | Alison dos Santos · Brasil                                                       | 45.78    | Douglas da Silva · Brasil                                                 | 46.74    | Marco Antonio Vilca · Peru                                                       | 47.41    |
| 800 metros                  | Marco Antonio Vilca · Peru                                                       | 1:48.86  | Jhonatan Rodríguez · Colômbia                                             | 1:49.09  | Agnaldo Gonzaga · Brasil                                                         | 1:49.38  |
| 1 500 metros                | Lucas Leite · Brasil                                                             | 3:57.82  | Agnaldo Gonzaga · Brasil                                                  | 3:59.32  | Hugo Cespedes · Paraguai                                                         | 4:01.12  |
| 5 000 metros                | Jagannatha Sánchez · Colômbia                                                    | 15:03.30 | Frank Sánchez · Peru                                                      | 15:03.32 | Alan Andachi · Equador                                                           | 15:03.37 |
| 10 000 metros               | Walter Martín · Colômbia                                                         | 32:33.11 | Erick Tonguino · Equador                                                  | 32:53.59 | Joel Colque · Bolívia                                                            | 33:03.72 |
| 10 km marcha atlética       | Sebastián Merchán · Colômbia                                                     | 43:46.33 | Jinson Álvarez · Equador                                                  | 44:34.63 | Noe Quispe · Peru                                                                | 45:37.89 |
| 110 metros barreiras        | Vinicius Catai · Brasil                                                          | 13.80    | Adrian Vieira · Brasil                                                    | 13.85    | Martín Saenz · Chile                                                             | 13.98    |
| 400 metros barreiras        | Caio Teixeira · Brasil                                                           | 51.02    | Damian Moretta · Argentina                                                | 51.02    | Pedro Garrido · Argentina                                                        | 52.15    |
| 3.000 metros com obstáculos | Juan Sebastián Ascanio · Colômbia                                                | 9:15.34  | Julio Palomino · Peru                                                     | 9:16.61  | Luis Mamani · Bolívia                                                            | 9:24.37  |
| 4×100 metros estafetas      | Brasil · Erik Cardoso · Lucas da Silva · Thiago Santos · Lucas Vilar             | 40.30    | Colômbia · Jerson Lazo · John Paredes · Yuber Ramos · Luis Saltarín       | 40.63    | Equador · Anderson Marquinez · Steeven Salas · Jesus Mina · Katriel Angulo       | 41.09    |
| 4×400 metros estafetas      | Brasil · Fábio Henrique Lima · Douglas da Silva · Bruno da Silva · Caio Teixeira | 3:09.37  | Colômbia · Neiker Abello · Samuel Cortes · Juan Mena · Jhonatan Rodríguez | 3:13.43  | Equador · Anderson Marquinez · Steeven Salas · Katriel Angulo · Miguel Maldonado | 3:18.76  |
| Salto em altura             | Elton Petronilho · Brasil                                                        | 2.12     | Tomás Ferrari · Argentina                                                 | 2.12     | Ricardo Mireles · Venezuela                                                      | 2.12     |
| Salto com vara              | Pablo Zaffaroni · Argentina                                                      | 5.00     | José Tomas Nieto · Colômbia                                               | 4.90     | Dayander Pacho · Equador                                                         | 4.90     |
| Salto em comprimento        | Joel dos Santos · Argentina                                                      | 7.53     | Adrian Vieira · Brasil                                                    | 7.23     | Bruno Yoset · Uruguai                                                            | 7.20     |
| Salto triplo                | Arnovis Dalmero · Colômbia                                                       | 16.52    | Geiner Moreno · Colômbia                                                  | 15.81    | Flavio de Farias · Brasil                                                        | 15.60    |
| Arremesso de peso           | Nazareno Sasia · Argentina                                                       | 19.13    | Luis Fabio Rodrigues · Brasil                                             | 17.98    | Paul Bouey · Chile                                                               | 17.36    |
| Lançamento de disco         | Claudio Romero · Chile                                                           | 62.68    | Alan de Falchi · Brasil                                                   | 56.87    | Nazareno Sasia · Argentina                                                       | 53.91    |
| Lançamento do martelo       | Julio Nobile · Argentina                                                         | 69.02    | Juan Ignacio Salazar · Chile                                              | 66.07    | Erick Barbosa · Colômbia                                                         | 65.41    |
| Lançamento do dardo         | Luiz Mauricio da Silva · Brasil                                                  | 71.17    | Jean Mairongo · Equador                                                   | 68.30    | Willam Torres · Equador                                                          | 67.68    |
| Decatlo                     | Jonathan da Silva · Brasil                                                       | 6561     | Daniel Mejicano · Venezuela                                               | 6510     | Julio Angulo · Colômbia                                                          | 6375     |

### Feminino
| Evento                      | Ouro                                                                            | Ouro     | Prata                                                                                     | Prata    | Bronze                                                                        | Bronze   |
| --------------------------- | ------------------------------------------------------------------------------- | -------- | ----------------------------------------------------------------------------------------- | -------- | ----------------------------------------------------------------------------- | -------- |
| 100 metros                  | Lorraine Martins · Brasil                                                       | 11.42    | Shary Vallecilla · Colômbia                                                               | 11.85    | Angie González] · Colômbia                                                    | 11.90    |
| 200 metros                  | Lorraine Martins · Brasil                                                       | 23.53    | Angie González · Colômbia                                                                 | 23.94    | Nicole Caicedo · Equador                                                      | 24.21    |
| 400 metros                  | Maria de Sena · Brasil                                                          | 53.80    | Berdine Castillo · Chile                                                                  | 55.25    | Eliana Fuentes · Colômbia                                                     | 55.87    |
| 800 metros                  | Eliana Fuentes · Colômbia                                                       | 2:09.85  | María Verónica Pérez · Argentina                                                          | 2:09.97  | Berdine Castillo · Chile                                                      | 2:10.05  |
| 1 500 metros                | Laura Acuña · Chile                                                             | 4:36.85  | María Eugenia Fairhurst · Argentina                                                       | 4:38.99  | Ana María Cifuentes · Colômbia                                                | 4:43.55  |
| 3 000 metros                | Ana María Cifuentes · Colômbia                                                  | 10:03.93 | Subhadra Sánchez · Colômbia                                                               | 10:05.71 | María Eugenia Fairhurst · Argentina                                           | 10:07.43 |
| 5 000 metros                | Sofia Mamani · Peru                                                             | 17:40.01 | Alejandra Sierra · Colômbia                                                               | 17:49.10 | Shellcy Sarmiento · Colômbia                                                  | 18:01.05 |
| 10 km marcha atlética       | Mary Luz Andia · Peru                                                           | 47:10.20 | Emily Villafuerte · Peru                                                                  | 48:12.38 | Mayra Quispe · Bolívia                                                        | 48:51.22 |
| 100 metros barreiras        | Yoveinny Mota · Venezuela                                                       | 13.52    | Nicole Caicedo · Equador                                                                  | 13.74    | Micaela de Mello · Brasil                                                     | 13.75    |
| 400 metros barreiras        | Valeria Cabezas · Colômbia                                                      | 57.10    | Jessica Moreira · Brasil                                                                  | 57.28    | Chayenne da Silva · Equador                                                   | 57.85    |
| 3.000 metros com obstáculos | Jeovana dos Santos · Brasil                                                     | 11:24.14 | Jazmin Matos · Peru                                                                       | 11:35.25 | María Eugenia Once · Equador                                                  | 11:40.32 |
| 4×100 metros estafetas      | Colômbia · Angie González · Karen Ruiz · Shary Vallecilla · Shelsy Romero       | 45.98    | Brasil · Lorraine Martins · Leticia Lima · Vida Caetano · Barbara da Cunha                | 46.11    | Equador · Aimara Nazareno · Katherine Chillambo · Ashley Perea · Nicole Chala | 46.86    |
| 4×400 metros estafetas      | Brasil · Maria de Sena · Lorraine Martins · Chayenne da Silva · Jessica Moreira | 3:37.24  | Colômbia · Darly Montenegro · Eliana Fuentes · María Alejandra González · Valeria Cabezas | 3:45.96  | Chile · Laura Acuña · Berdine Castillo · Anais Hernández · Danae Avila        | 3:53.58  |
| Salto em altura             | Arielly Rodrigues · Brasil                                                      | 1.73     | Catalina Carcamo · Chile                                                                  | 1.70     | Susan Cañaveral · Colômbia                                                    | 1.70     |
| Salto com vara              | Luciana Gómez · Argentina                                                       | 3.85     | Javiera Contreras · Chile                                                                 | 3.70     | Tatiana Bedoya · Colômbia                                                     | 3.65     |
| Salto em comprimento        | Andriele Zander · Brasil                                                        | 6.29     | Lissandra Campos · Brasil                                                                 | 6.11     | Trinidad Hurtado · Chile                                                      | 6.06     |
| Salto triplo                | Maria Vitoria de Queiroz · Brasil                                               | 12.81    | Nerisnelia Sousa · Brasil                                                                 | 12.75    | María Gracia Varas · Chile                                                    | 12.33    |
| Arremesso de peso           | Javiera Bravo · Chile                                                           | 14.80    | Rafaela Cristine de Sousa · Brasil                                                        | 14.612   | Gleice de Castro · Brasil                                                     | 14.07    |
| Lançamento de disco         | Merari Herrera · Equador                                                        | 47.87    | Rafaela da Silva · Brasil                                                                 | 47.68    | Brigidh Mayorga · Colômbia                                                    | 44.26    |
| Lançamento do martelo       | Ximena Zorrilla · Peru                                                          | 59.19    | Antonella Creazzola · Venezuela                                                           | 54.09    | Jossefa Muñoz · Chile                                                         | 53.25    |
| Lançamento do dardo         | Yuleisy Angulo · Equador                                                        | 49.83    | Deisiane Teixeira · Brasil                                                                | 49.74    | Avigail Pino · Colômbia                                                       | 46.28    |
| Heptatlo                    | Rocio Chaparro · Paraguai                                                       | 4968     | Juliana Oliveira · Brasil                                                                 | 4937     | Paloma Cardoso · Brasil                                                       | 4861     |

## Quadro de medalha
A contagem de medalhas foi publicada. 
| Ordem | País      | Medalha de ouro | Medalha de prata | Medalha de bronze | Total |
| ----- | --------- | --------------- | ---------------- | ----------------- | ----- |
| 1     | Brasil    | 19              | 15               | 6                 | 40    |
| 2     | Colômbia  | 9               | 10               | 10                | 29    |
| 3     | Argentina | 5               | 4                | 3                 | 12    |
| 4     | Peru      | 4               | 4                | 2                 | 10    |
| 5     | Chile     | 3               | 4                | 7                 | 14    |
| 6     | Equador   | 2               | 6                | 9                 | 17    |
| 7     | Venezuela | 1               | 2                | 1                 | 4     |
| 8     | Paraguai  | 1               | 0                | 1                 | 2     |
| 9     | Bolívia   | 0               | 0                | 3                 | 3     |
| 10    | Uruguai   | 0               | 0                | 1                 | 1     |
| Total | Total     | 44              | 45               | 43                | 132   |

Legenda
| Recorde mundial       | Recorde mundial (World record)               |                       | Recorde africano                      | Recorde africano (African) |                                           | Q | Classificado por posição (Qualified) |
| Recorde do campeonato | Recorde do campeonato (Championship record)  | Recorde da América    | Recorde da América (Americas)         | q                          | Classificado por melhor tempo (Qualified) |   |                                      |
| Melhor marca do ano   | Melhor marca do ano (World leading)          | Recorde asiático      | Recorde asiático (Asian)              | DNS                        | Não largou (Did not start)                |   |                                      |
| Recorde nacional      | Recorde nacional (National record)           | Recorde europeu       | Recorde europeu (European)            | DNF                        | Não terminou (Did not finish)             |   |                                      |
| Recorde pessoal       | Recorde pessoal do atleta (Personal best)    | Recorde da Oceania    | Recorde da Oceania (Oceania)          | DSQ / DQ                   | Desclassificado (Disqualified)            |   |                                      |
| Recorde da temporada  | Recorde da temporada do atleta (Season best) | Recorde sul-americano | Recorde sul-americano (South America) | NM                         | Sem marca (No mark)                       |   |                                      |